# Gabriela Filippi
Gabriela Filippi, provdaná Karochová (* 20. listopadu 1971), je česká herečka a moderátorka. V roce 1984 ukončila Konzervatoř Brno – obor balet, na téže škole vystudovala obor hudebně dramatický. Na počátku 90. let studovala hudebně dramatický obor také na Konzervatoři v Praze.
Jejím mužem je Pavel Karoch, s nímž vychovává dvě děti, dceru Sofii a syna Gabriela.

## Televizní role (výběr)
- 1992 - Hříchy pro pátera Knoxe (TV seriál)
- 1992 - O myrtové panně (TV film)
- 1998 - Jak se Matěj učil čarodějem (TV film)
- 2005 - Ordinace v růžové zahradě (TV seriál)
- 2004	- Pojišťovna štěstí (TV seriál)